# Джейн Остин (фильм)
«Джейн О́стин» (англ. Becoming Jane — «Становле́ние Джейн») — художественный фильм, драма режиссёра Джулиана Джаррольда об отношениях английской писательницы Джейн Остин и ирландского юриста Томаса Лефроя. Фильм является совместным производством нескольких компаний, включая BBC Films и Irish Film Board.

## Сюжет
Дочери бедного деревенского священника Джейн Остин, мечтающей стать писательницей, делает предложение Уизли — племянник их состоятельной соседки леди Грешэм. Однако Джейн не испытывает к нему взаимного чувства.
Её родители хотят, чтобы она вышла замуж по расчёту, в Англии 1795 г. не было иного выбора. Но когда она знакомится с молодым Томом Лефроем, его ум и красота разжигают в ней интерес, и её жизнь начинает меняться. Между ними вспыхивают нежные чувства. Они решают пожениться, но судьба уготовила им другое решение. Строгий дядюшка Лефроя, на попечении которого он находится, не дает своего согласия на их брак. Отчаявшись, Лефрой предлагает Джейн бежать с ним. И Джейн решается на этот отчаянный шаг, бросая вызов общественным устоям, которые её окружают. Но во время побега Джейн случайно узнает о том, что у Тома есть ещё младшие братья и сестры, о которых он обязан заботиться, и которые живут на те деньги, которые дает им их дядюшка. Джейн понимает, что их союз обречен, и принимает решение вернуться к родителям. До конца своих дней Джейн хранит верность своим чувствам к Лефрою, так и не соединив свою жизнь ни с одним из мужчин. В конце фильма по прошествии многих лет Джейн и Том снова встречаются. Джейн читает отрывок из своего романа для дочери Лефроя, которая является ярой поклонницей её таланта.

## В ролях
| В ролях              |  | Персонаж                 |
| -------------------- |  | ------------------------ |
| Энн Хэтэуэй          |  | Джейн Остин              |
| Джеймс Макэвой       |  | Том Лефрой               |
| Мэгги Смит           |  | леди Грешэм              |
| Лоуренс Фокс         |  | мистер Уизли             |
| Джули Уолтерс        |  | миссис Остин             |
| Джеймс Кромвелл      |  | преподобный Джордж Остин |
| Джо Андерсон         |  | Генри Остин              |
| Люси Коху            |  | Элиза де Фёйид           |
| Анна Максвелл Мартин |  | Кассандра Остин          |
| Лео Билл             |  | Джон Уоррен              |
| Джессика Эшворт      |  | Люси Лефрой              |
| Софи Вавасо          |  | Джейн Лефрой             |
| Кристофер Макхаллем  |  | мистер Кёртис            |
| Иэн Ричардсон        |  | судья Ланглуа            |
| Хелен Маккрори       |  | миссис Радклиф           |
| Лоуренс Ричардсон    |  | Алан Бретт               |

## Съёмки
Съемки фильма «Джейн Остин» проходили в Дублине, а сельские сцены снимали в провинциальной Ирландии. Только два кадра в самом начале фильма были сделаны в Англии. Первоначально съёмки планировалось провести в Хэмпшире, настоящем месте рождения великой писательницы, но Джулиан Джаррольд решил, что Хэмпшир слишком изменился с тех времён и там недостаточно сельской природы и старых домиков той эпохи. Примечательно, что Джеймс Макэвой полностью поддержал его решение. В связи с тем, что настоящий дом Джейн Остин был уничтожен в 1824 году, съёмки проходили в Хиггинсбрук Хаус, который был построен в XVIII веке. Сейчас Хиггинсбрук Хаус принадлежит Кристоферу Грэю. В дальнейшем дом был снова задействован в съёмках фильма «Нортенгерское Аббатство».

## Критика
Фильм получил смешанные отзывы кинокритиков. На сайте Rotten Tomatoes фильм имеет рейтинг 58% на основе 139 рецензий со средним баллом 6 из 10. На сайте Metacritic фильм имеет оценку 55 из 100 на основе 34 рецензий критиков, что соответствует статусу «смешанные или средние отзывы».